# 1907 au Canada
Pour un article plus général, voir Chronologie du Canada.
Cet article traite des événements qui se sont produits durant l'année 1907 au Canada.

## Événements
- 29 août : effondrement du pont de Québec.

### Politique
- 6 mars : William Pugsley devient Premier ministre du Nouveau-Brunswick.

- 30 mai : le roi Edouard VII octroie les Armoiries de l'Alberta.
- 31 mai : Clifford William Robinson devient premier ministre du Nouveau-Brunswick à la place de William Pugsley.

- 14 septembre : établissement du Parc national de Jasper.

- La colonie de Terre-Neuve devient le dominion de Terre-Neuve. Il est totalement indépendant du Canada.

### Justice
- 7 septembre : émeute anti asiatique dans le Chinatown de Vancouver organisée par le groupe Asiatic Exclusion League.

### Sport
- Janvier : au hockey, les Thistles de Kenora remportent la coupe Stanley contre les Wanderers de Montréal.
- Mars : les Wanderers de Montréal remportent la coupe Stanley contre les Thistles de Kenora.

### Économie
- La McLaughlin automobile à Oshawa, Ontario commence à produire des véhicules automobiles.
- Ouverture du premier supermarché Sobeys en Nouvelle-Écosse.
- Inauguration du Château Albert à Caraquet au Nouveau-Brunswick.

### Culture
- Essais sur la littérature canadienne de Camille Roy.

### Religion
- 3 décembre : érection du Diocèse de Prince-Albert en Saskatchewan. Albert Pascal en est son premier évêque.
- Établissement de religieuses des Filles de la Charité du Sacré-Cœur de Jésus à Magog au Québec.

## Naissances
- 14 janvier : Georges-Émile Lapalme, homme politique.
- 26 janvier : Hans Selye, scientifique.
- 9 février : H. S. M. Coxeter, géomètre.
- 20 mars : Hugh MacLennan, auteur.
- 24 mars : Paul Sauvé, homme politique
- 16 avril : Joseph-Armand Bombardier, inventeur québécois († 18 février 1964).
- 17 avril : Louis-Philippe-Antoine Bélanger, homme politique québécois.
- 6 juillet : George Stanley, designer du drapeau canadien.
- 24 août : Alfred Belzile, homme politique fédéral provenant du Québec.
- 15 septembre : Fay Wray, actrice.
- 7 décembre : Fred Rose, militant communiste.
- Pacifique Plante, policier et avocat.

## Décès
- 1er janvier : William Pearce Howland, lieutenant-gouverneur de l'Ontario.
- 25 janvier : Andrew George Blair, premier ministre du Nouveau-Brunswick.
- 20 mars : Louis Adolphe Billy, homme politique fédéral provenant du Québec.
- 10 mai : George Frederick Marter, chef du Parti conservateur de l'Ontario.
- 6 novembre : James Hector, géologue.